# Ulvsunda industriområde
Ulvsunda industriområde är en stadsdel och ett industriområde i Västerort inom Stockholms kommun. 
Stadsdelen gränsar till Mariehäll, Riksby, Ulvsunda och Traneberg i Stockholms kommun samt till Solna och Sundbybergs kommuner. Området består till största del av lättare industri och handel, även om det finns 2550 fastboende i södra delen. Bromma flygplats och handelsområdet "Bromma Blocks" i de gamla flyghangarerna hör dock till Riksby, avgränsningen utgörs av Ulvsundavägen.
Spårvägen Tvärbanan har två hållplatser inom stadsdelen, Norra Ulvsunda och Johannesfred, som också trafikeras av ett flertal busslinjer.

## Historia

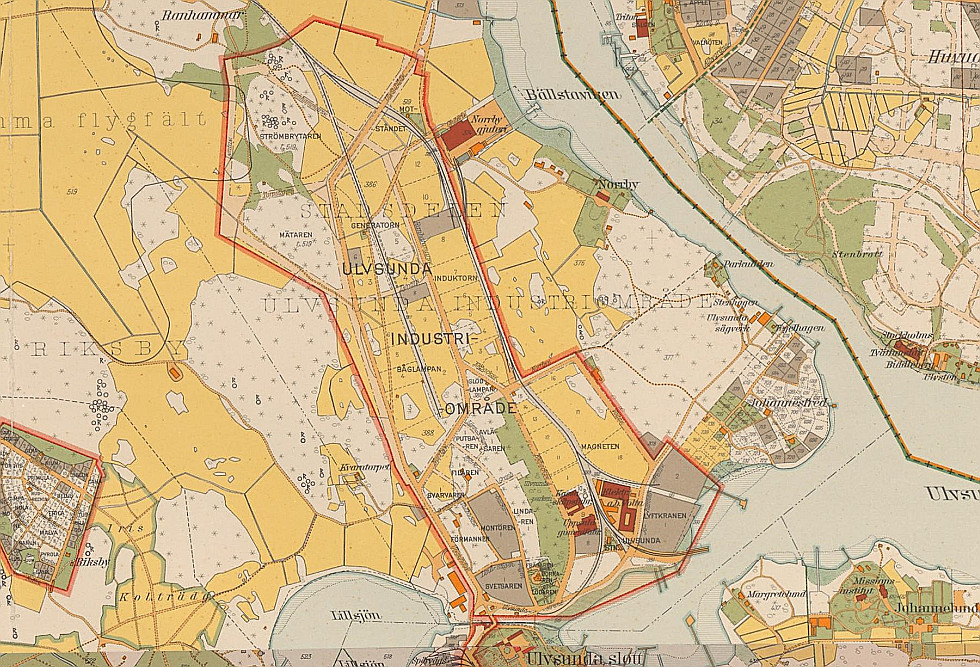
Ulvsunda industriområde på 1930-talet.

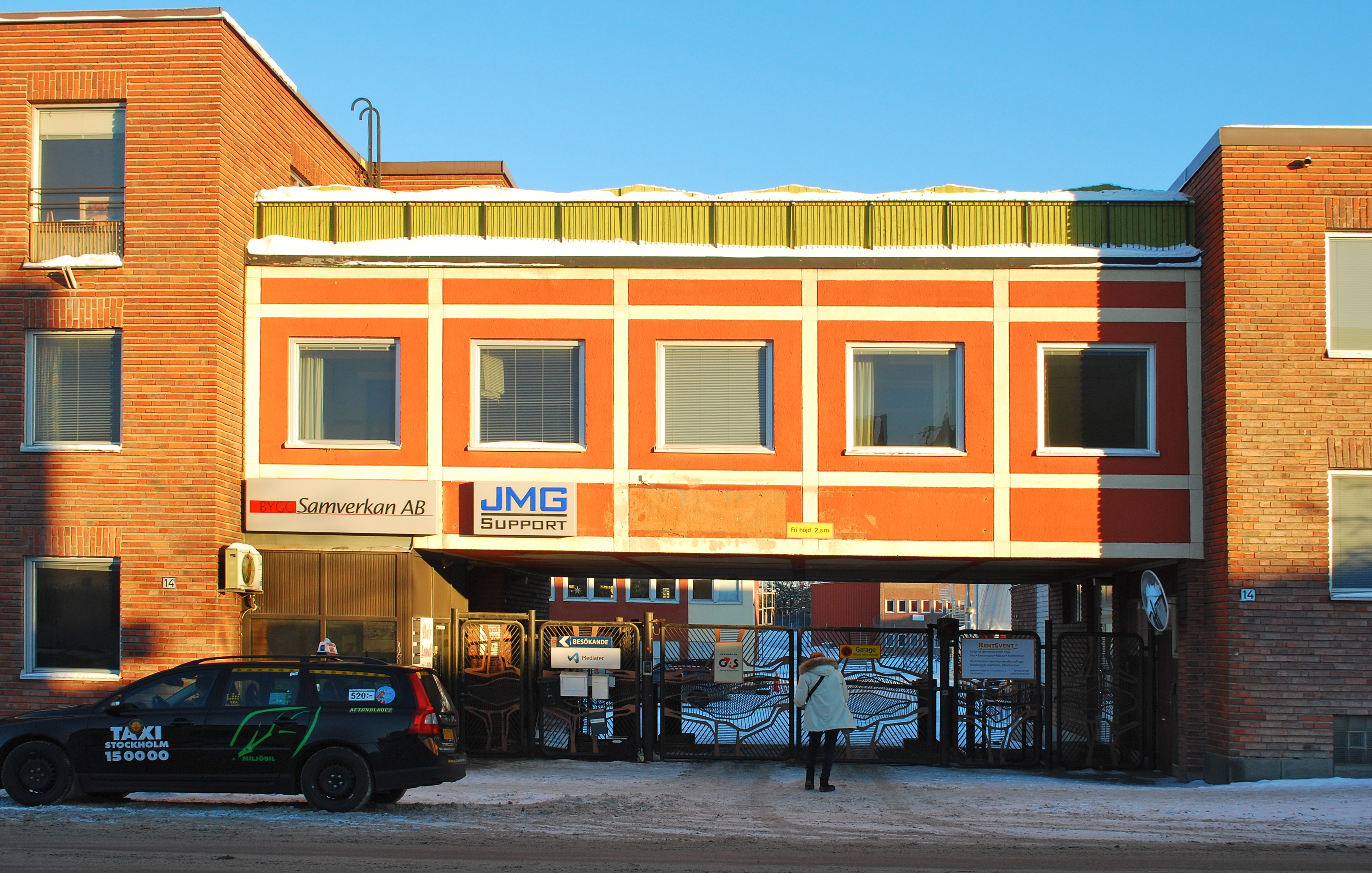
Entrén till FFA:s forna byggnad.

Stockholm stad köpte egendomen Ulvsunda 1904 för att bereda plats för industrier med behov av både järnvägsförbindelser och kajer. Genom området hade såväl Norra stambanan som den privata Västeråsbanan gått sedan 1800-talet och kajer fanns längs Bällstaviken. Ursprungligen planerade ett område som var ungefär dubbelt så stort som det nuvarande industriområdet, men stadsfullmäktige godkände bara en mindre del av planen 1912. Utbyggnaden av området gick dock långsamt.
Under 1910-talet etablerade några industrier i området, bland annat AB Volta, Johan Olssons tekniska fabriker och Stockholms gummifabrik. En viss nyetablering skedde på 1930-talet, men det var först under 40-, 50- och 60-talet som området kom att fyllas av industrier. Det fanns ett vitt spektrum av industrier, från tunga industrier till livsmedelsföretag som Fructus som tillverkade läskedrycken Pommac. Med början på 1930-talet etablerade sig Flygtekniska försöksanstalten i området där de stannade kvar tills nedläggningen 2000. Den stora anläggningen vid Ranhammarsvägen ritades av arkitekterna Erik och Lars-Erik Lallerstedt (far och son) med start 1938.

## Bebyggelse
Området rymmer ett flertal kulturhistoriskt värdefulla byggnader. Äldsta bevarade byggnaden är före detta Volta-fabriken, Johannesfredsvägen 7-11, uppförd 1914-17. Till Voltakomplexet hör också fabriksbyggnaden för före detta Ulvsunda Verkstäder (UVA), uppförd 1943-44. De bägge fabrikerna är i dag företagshotell. På Ranhammarsvägen 20 finns den stora fastigheten Induktorn 27 som Ture Wennerholm ritade för LM Ericsson. Wennerholm ritade också Fructushuset på Ulvsundavägen 108, uppfört 1939-40. AB Fructus fabriker var ett framgångsrikt företag som producerade sin succé, läsken Pommac. Fructushuset är Q-märkt.
I slutet av 1960-talet började Pripps uppföra sitt stora bryggeri i området, nära Huvudstabron. Arkitekt var Lars Wahlman. Idag är bryggeriverksamheten borta och lokalerna fungerar som stormarknad och grossistcentrum. Området har förändrats under de senaste decennierna, även om en del industriverksamhet finns kvar har flera grossister, kontor, och affärsföretag flyttat in. År 2013 etablerades också en vagnhall rymmande 56 spårvagnar (Ulvsundadepån) i Johannesfred i södra delen av stadsdelen.

## Demografi
Den 31 december 2021 hade stadsdelen 2 719 invånare, varav 30,5 procent med utländsk bakgrund.

## Bilder

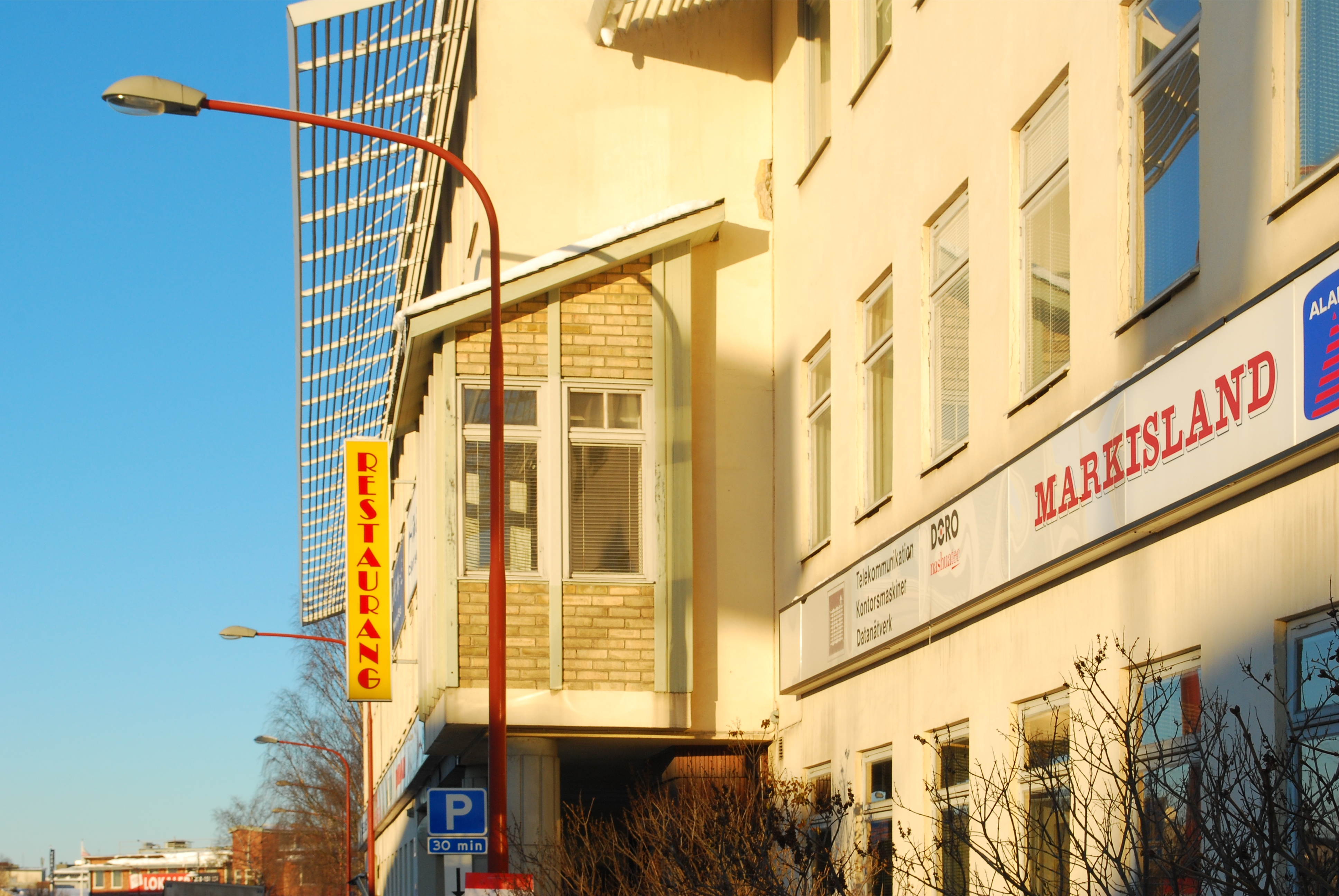
Tidstypiskt burspråk från 1940-talet på Ranhammarsvägen 20 (fastigheten Induktorn 27).
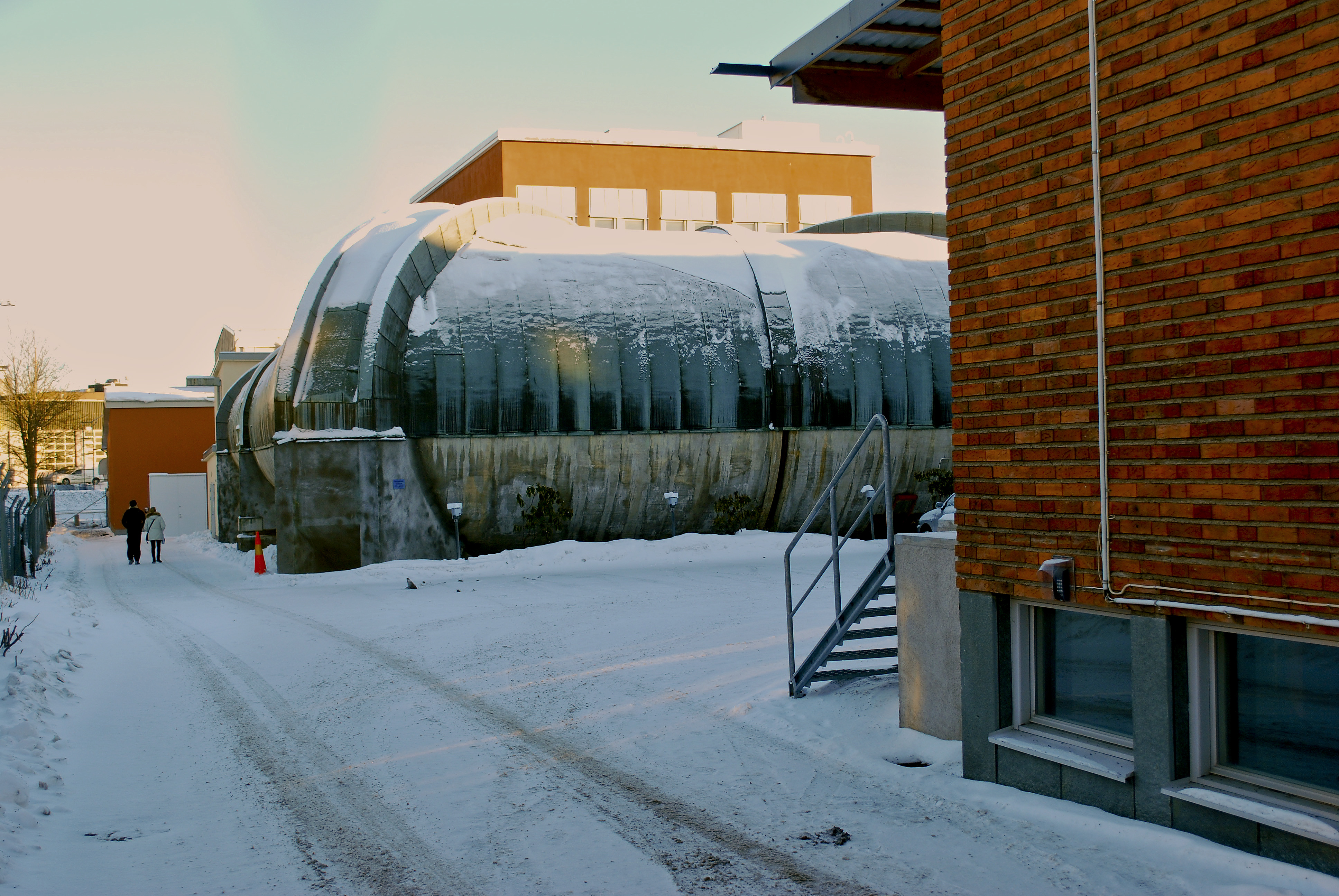
Vindtunnel på FFA:s fastighet
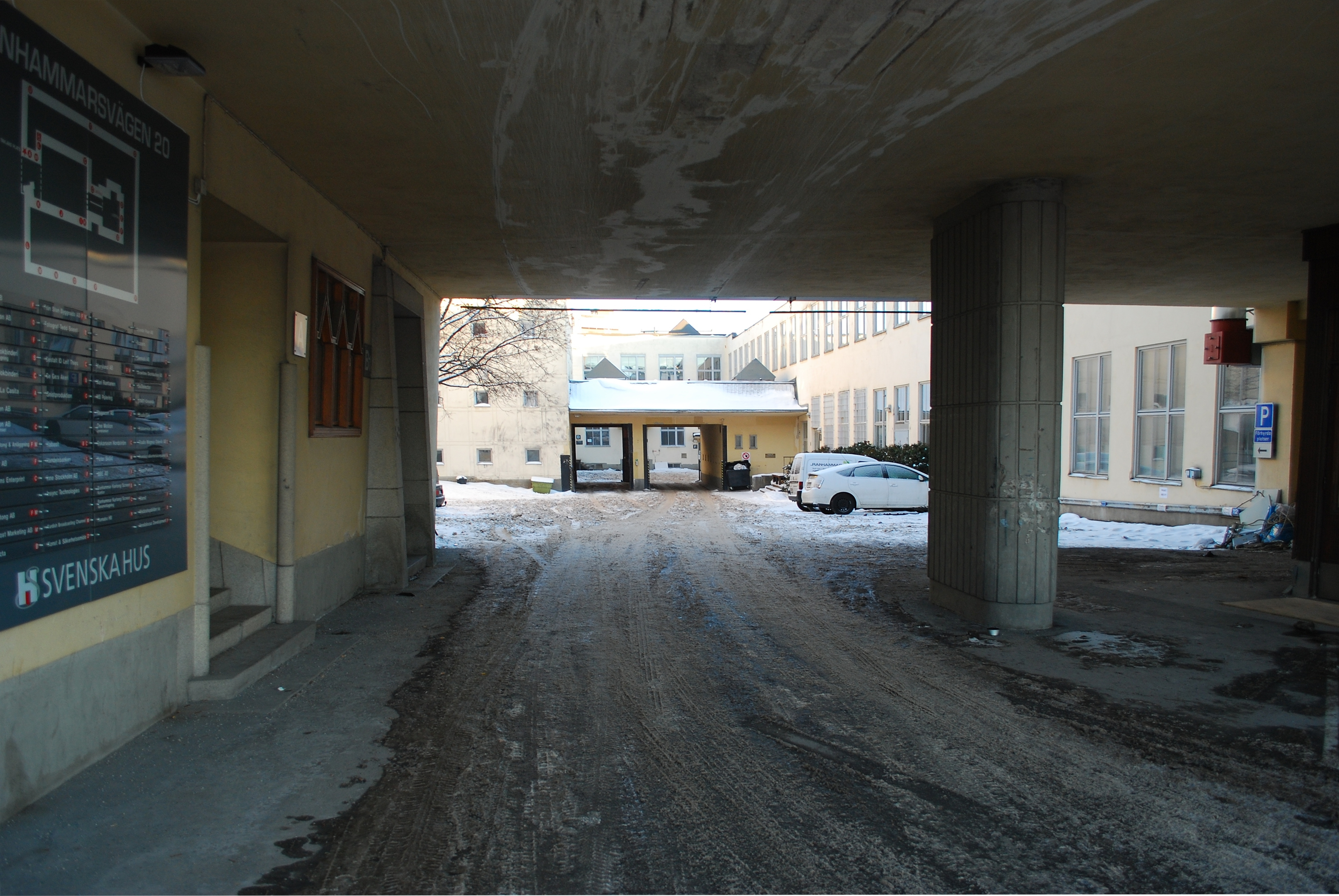
Gårdsinfarten till Ericsons gamla anläggning Induktorn 27.
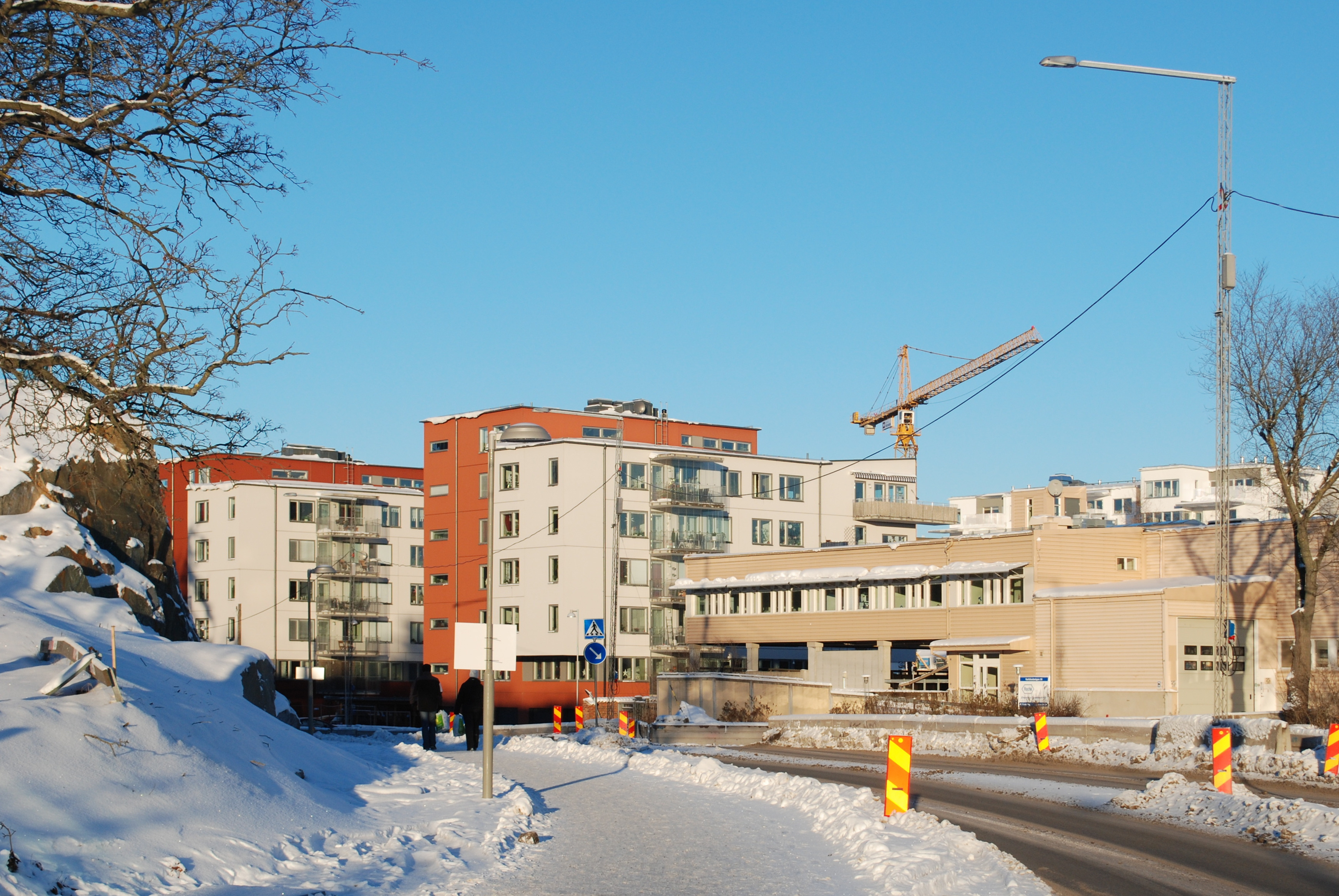
Kvarteret Masugnen vid Karlsbodavägen nära Sundbyberg har bebyggts med bostadshus.

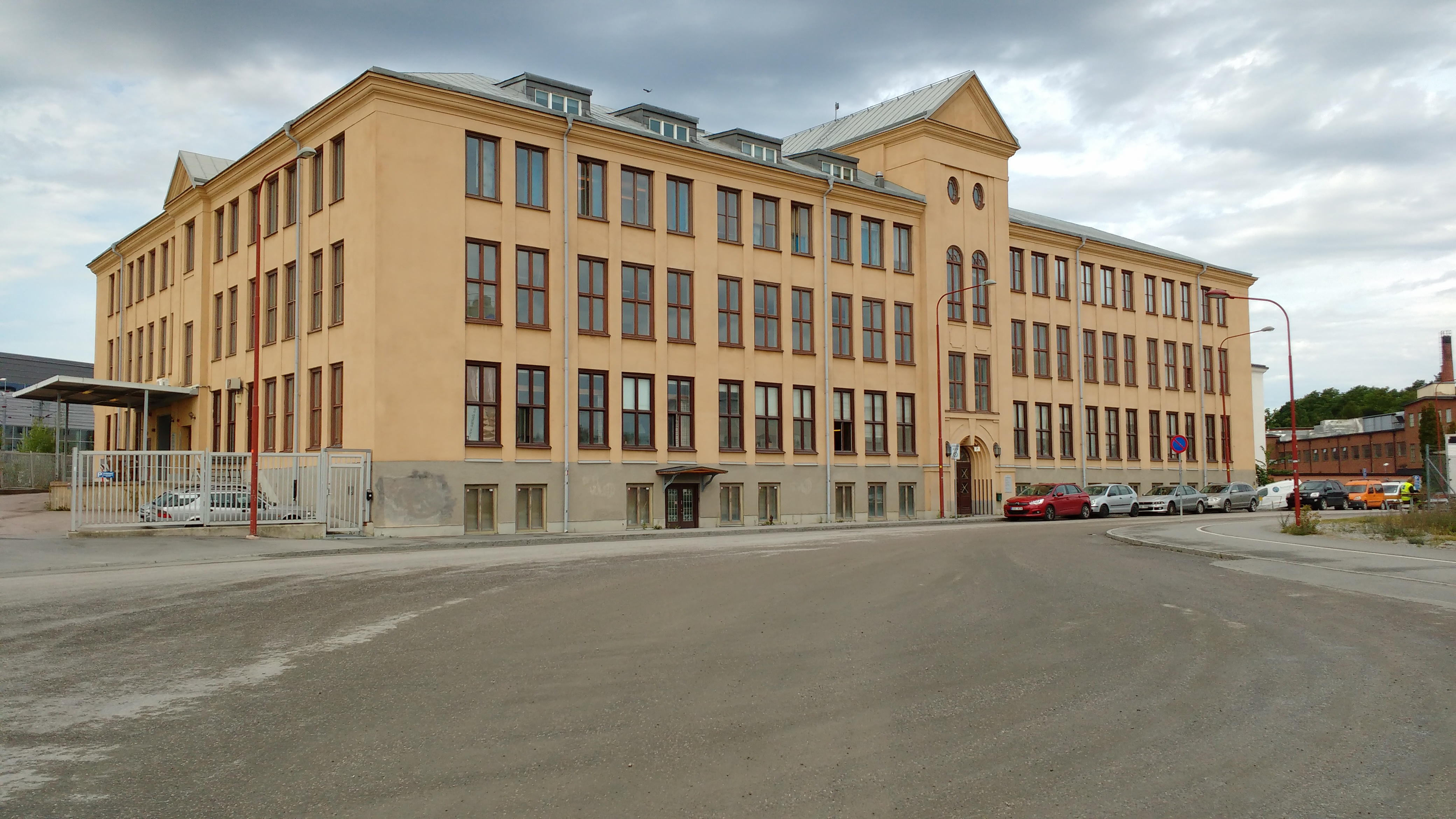
Voltafabriken på Johannesfredsvägen.
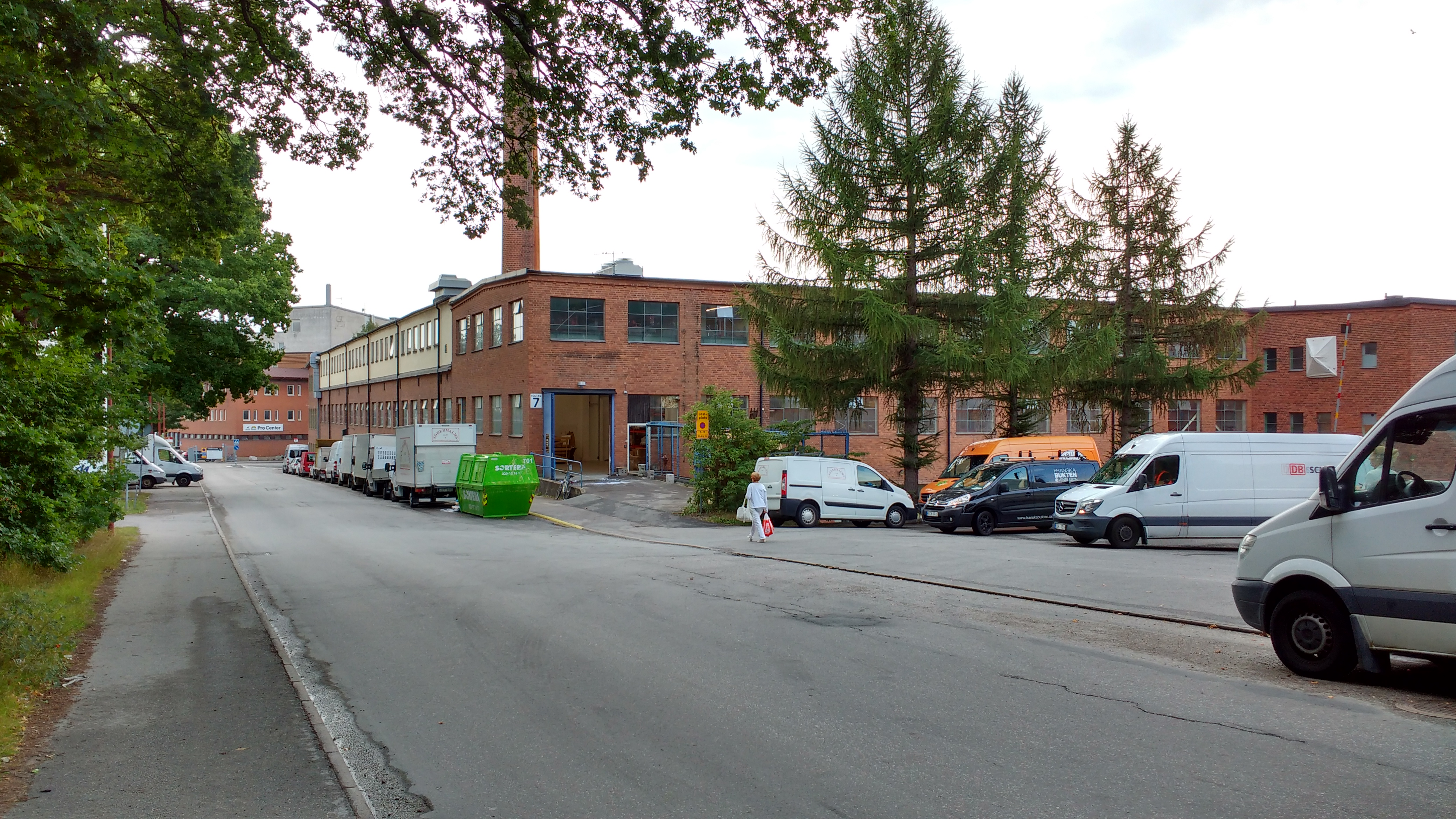
Voltakomplexet på Voltavägen.
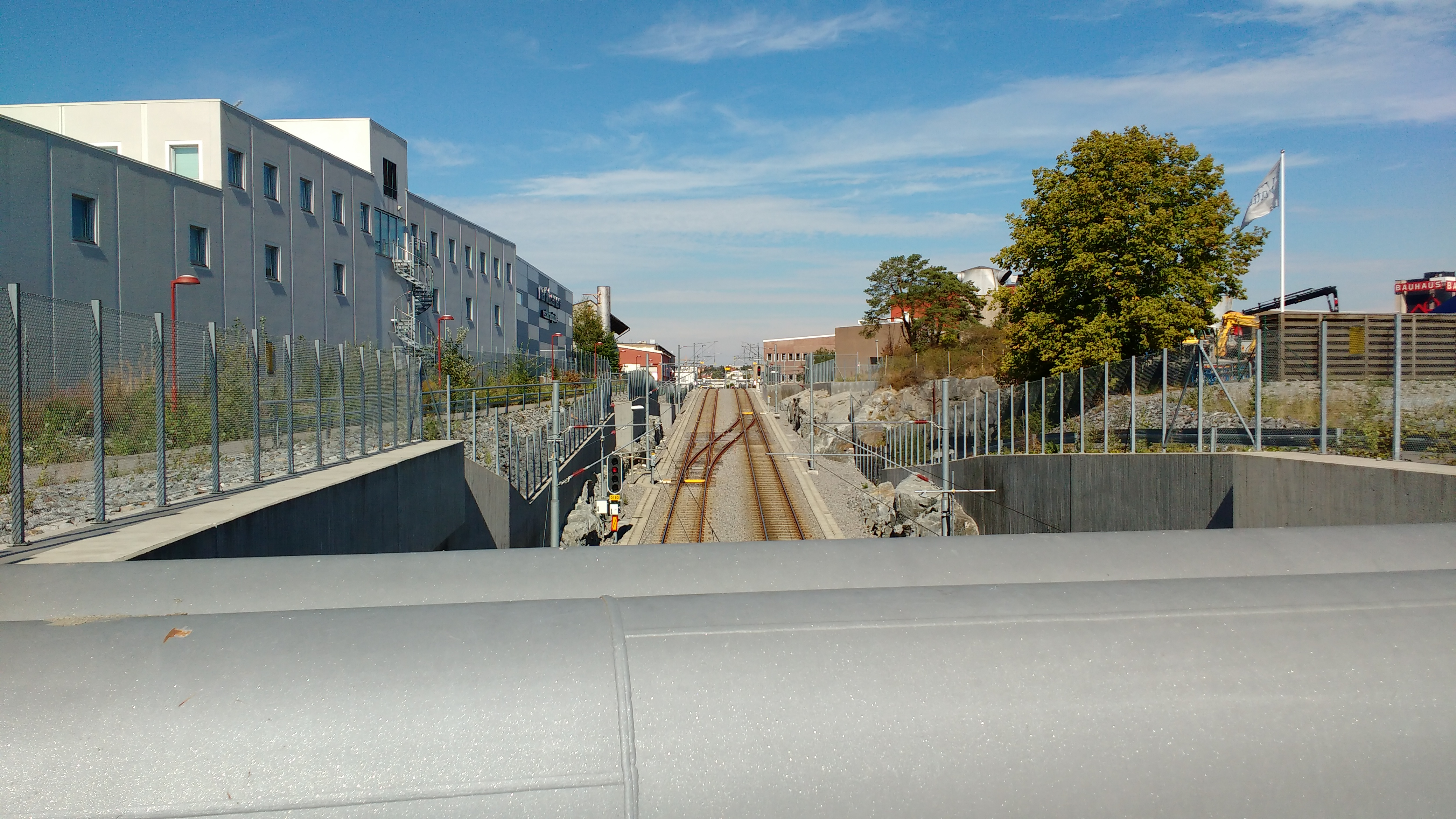
Ulvsunda industriområde, Tvärbanan.
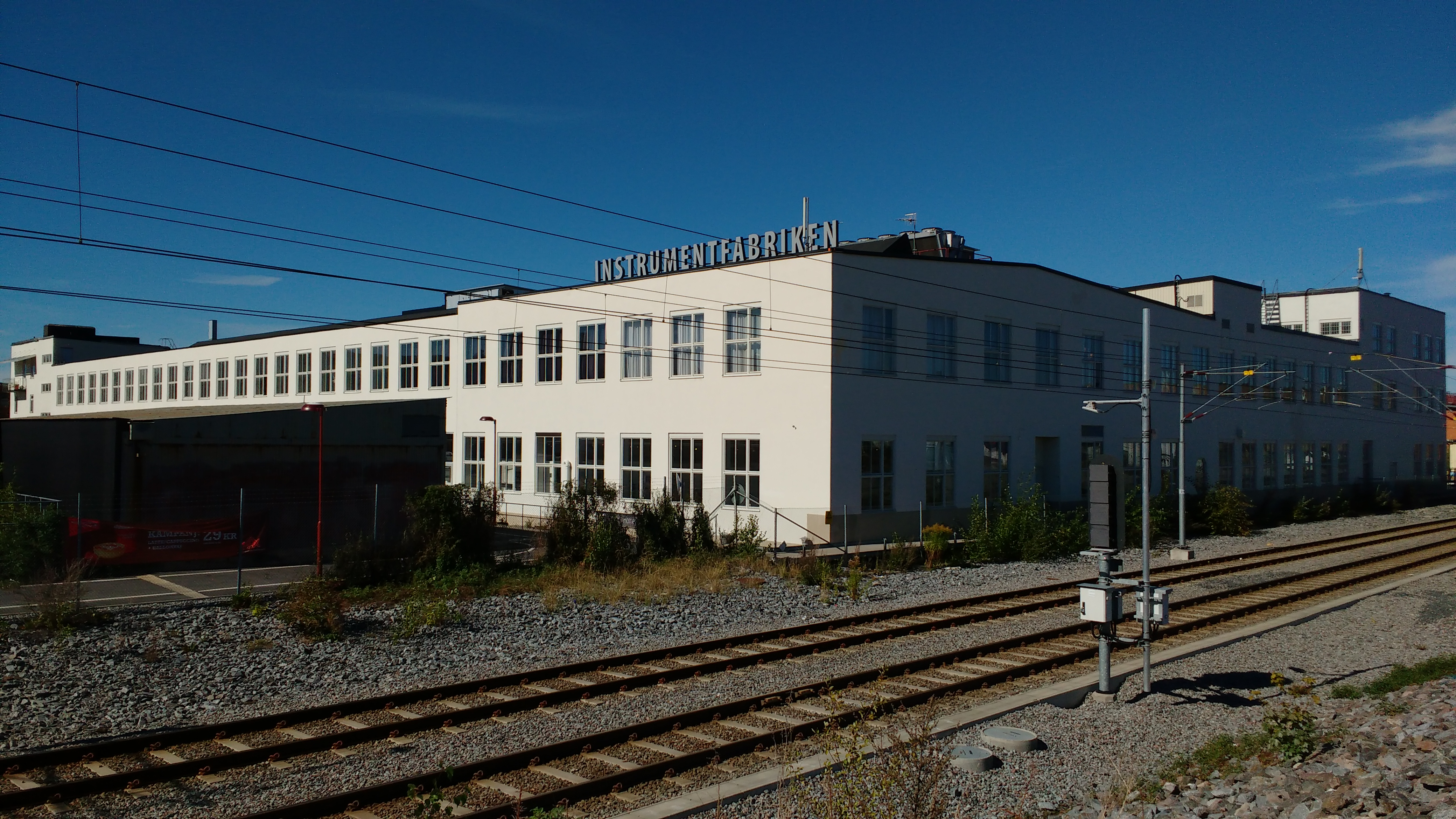
Instrumentfabriken.